# ネクシヤル
ネクシヤル（ヒンディー語：नेकुसियार, Nekusiyar, 1679年10月6日以前 - 1723年4月12日）は、北インド、ムガル帝国の対立君主（在位：1719年）。シャー・ネクシヤル（Shah Nekusiyar）とも呼ばれる。父は第6代君主アウラングゼーブの四男アクバル。

## 生涯
1679年10月6日、ムガル帝国の皇子アクバルとその妃サリーマ・バーヌー・ベーグムとの間に生まれた。
1681年、父アクバルが祖父である皇帝アウラングゼーブに反乱を起こし、マラーター王国へと逃げたため、ネクシヤルはアーグラ城に幽閉された。以来、40年近く幽閉生活が続いた。
1719年5月19日、ネクシヤルはアーグラの知事ビールバルによって長い幽閉生活を解かれ、対立皇帝として擁立された。理由はデリーで皇帝ラフィー・ウッダラジャートを擁するサイイド兄弟に対抗するためであった。
だが、8月13日にアーグラはデリーの軍勢に占領され、ビールバルの政権は崩壊し、ネクシヤルは捕えられてしまい、デリーのサリームガル城に幽閉されることとなった。
1723年4月12日、ネクシヤルはサリームガル城で幽閉されたまま死亡した。

## 家族
后妃・子女なし